# Fieseler Fi 98
Fieseler Fi 98 là mẫu thử máy bay cường kích do hãng Fieseler của Đức thiết kế chế tạo nhằm cạnh tranh với loại Henschel Hs 123.

## Thiết kế và phát triển
Fieseler phát triển loại máy bay này nhằm đáp ứng chỉ tiêu kỹ thuật của Bộ Hàng không Đế chế Đức đưa ra vào ngày 11/2/1934. Chỉ tiêu đó yêu cầu một máy bay hai tầng cánh có thể ném bom bổ nhào và cường kích ở độ cao thấp.
3 mẫu thử đã được đặt chế tạo, trong đó có 1 mẫu thử đã hoàn thành. Nhưng thiết kế này đã bị loại bởi Hs 123.

## Tính năng kỹ chiến thuật (Fi 98)

### Đặc điểm riêng
- Tổ lái: 1
- Chiều dài: 7,40 m (24 ft 3⅓ in)
- Sải cánh: 11,50 m (37 ft 8¾ in)
- Chiều cao: 3,00 m (9 ft 10 in)
- Diện tích cánh: 24,51 m² (274.5 ft²)
- Trọng lượng rỗng: 1,453 kg (3,197 lb)
- Trọng lượng có tải: 2.165 kg (4.762 lb)
- Động cơ: 1 động cơ piston BMW 132A-2, công suất 485 kw (650 hp)

### Hiệu suất bay
- Vận tốc cực đại: 295 km/h (159 knot, 183 mph) trên độ cao 2.000 m (6.560 ft)
- Vận tốc hành trình: 270 km/h (146 knot, 168 mph)
- Tầm bay: 470 km (254 nmi, 292 mi)
- Trần bay: 9.000 m (29.530 ft)
- Vận tốc lên cao: 1.000 m/67 giây
- Lực nâng của cánh:
- Lực đẩy/trọng lượng:

### Vũ khí
- 2 súng máy MG 17 cỡ nòng 7,92 mm
- 4 quả bom 50 kg (110 lb)

### Máy bay có tính năng tương đương
- Henschel Hs 123